# B-21突襲者戰略轟炸機
B-21“突襲者”（英語：B-21 Raider）隱形戰略轟炸機，舊稱遠程打擊轟炸機（LRS-B），是诺斯洛普·格鲁门研發的遠程轟炸機，用於取代美國空軍現役的B-1槍騎兵戰略轟炸機和B-2幽靈戰略轟炸機。
2016年2月26日，美國空軍正式將「遠程打擊轟炸機」指配代號為「B-21」，意思是指二十一世紀的新型轟炸機。2016年9月19日，B-21被正式命名為“突襲者”，以紀念杜立德空襲。B-21於2023年11月10日首飛，预计将于2026-2027年投入使用。

## 歷史
2009年，由於美國財政緊張，五角大樓宣布中止「下一代轟炸機」（Next-Generation Bomber，NGB）計畫的研發，並延長B-52同溫層堡壘轟炸機、B-1等轟炸機的服役期限。其後，美國空軍啟動另一個更為廉價的遠程轟炸機計畫，是為LRS-B的始端。
與美國另一個轟炸機計畫「下一代轟炸機」相比，LRS-B更注重降低成本。現時由於美國財政的不明朗因素，LRS-B計畫可能已和NGB計畫合併，但相關部門一直未就此作出解釋，可是據媒體報道，兩個計畫一直在同時進行，惟NGB計畫可能已在過程中被停止過數次。
LRS-B計畫預計在2020年代中期開始制造80架至100架具高度隱形性能的遠程轟炸機，並且將每架生產成本限制在2010年美元幣值的5.5億美元。2015年10月27日，美國國防部宣布由诺斯洛普·格鲁门公司獲得遠程打擊轟炸機（LRS-B）的合約。2022年12月，美國空軍估計，開發、採購及操作100架B-21轟炸機，整個項目及機隊將在30年期間耗費2030億美元。

### 下一代轟炸機
2004年6月，美国空军空战司令部開始研究新型轟炸機計畫，用以取代當時老舊的B-52同溫層堡壘轟炸機，並且計劃目標在2018年便開始服役，是為「2018轟炸機」的名稱來源，隨後正式命名為「下一代轟炸機」。當時一些猜測認為，下一代轟炸機將會是具超音速速度和無人駕駛飛行能力，然而後來美國空軍少將馬克·馬修斯（Mark T. Matthews）表示載人亞音速轟炸機將會在2018年提供滿足於要求的作戰範圍和有效載荷性能，這或許表明了下一代轟炸機依舊是載人飛行和只有亞音速速度。
2006年，美國空軍戰略司令部在其四年防務評估報告（QDR）中說，新型轟炸機將被指定為「B-3」。
2008年1月25日，波音和洛克希德·马丁宣布達成協議，雙方將共同為美國空軍開發新型的戰略轟炸機，以增加爭奪空軍生產訂單的籌碼。這一合作將由波音作為主要承包商，佔約60%的份額，而洛克希德·马丁就佔約40%的份額。其後美國另一大的國防承包商诺斯洛普·格鲁门也宣布將角逐美國空軍的訂單。
2009年5月19日，美國空軍參謀長諾頓·施瓦茨表示，美國空軍在2010年的預算中的重點將在「遠程打擊轟炸機」而非「下一代轟炸機」計畫。在此一表示不久，兩個競爭團隊就在6月被告知NGB計畫將被中止。五角大樓由於取消計畫，也宣布將延長B-52同溫層堡壘轟炸機、B-1和B-2幽灵战略轰炸机的服役期限，並停止NGB計畫的撥款。
可是關於NGB計畫的新聞或資料至今依然不斷出現，有報導也指出NGB計畫已於2011年恢復，因此NGB計畫可能一直和LRS-B計畫同時進行，用以作為將取代B-2幽灵战略轰炸机的「2037轟炸機」的過渡機型。

### 遠程打擊轟炸機
2009年9月16日，在NGB計畫被中止後，美國國防部長罗伯特·盖茨批准了空軍的新型轟炸機概念，但堅持這必須是美國空軍負擔得起的。2011年1月6日，罗伯特·盖茨發表2012年度美國國防預算的講話時，宣布將重大投資一款遠程、具核打擊能力，也可遙控駕駛的轟炸機。他還表示，飛機將採用「現有技術」開發，以確保能在預計的時間表範圍內為空軍提供新型轟炸機。至此，美國空軍便獲准啟動一個名為「遠程打擊轟炸機」（LRS-B）採購計畫。
2011年3月，美國空軍打算購買80架至100架的新型轟炸機。美国空军全球打击司令部也表示，除了戰略轟炸、戰術轟炸和快速全球打擊能力外，該新型轟炸機也將會成為美國戰略系統的一部份，負責進行地面監視和電子攻擊。其後美国众议院军事委员会就方案表明，需要為該型轟炸機提供兩種發動機方案。據了解，這兩個發動機可能是普惠的F119渦輪扇發動機和F135渦輪扇發動機及通用电气的F136渦輪扇發動機。
2012年2月15日，美國媒體報導美國空軍已在2013年預算中預留2.92億美元撥款其要求的轟炸機計畫中，同時還將限制在每架造價當時幣值的5.5億美元，而該計畫被稱為「遠程打擊轟炸機」（Long Range Strike Bomber）。
在計畫正式被定立後，波音和洛克希德·马丁兩個公司也宣布聯手參與LRS-B計畫，該團隊將與NGB計畫一樣，由波音公司作為主要承包商，其優勢將在於波音的轟炸機經驗與洛克希德·马丁的隱形性能研發經驗。而另一個美國主要國防承包商诺斯洛普·格鲁门也會參與此次計畫競爭，其優勢在於其曾研發的B-2幽灵战略轰炸机。
有關LRS-B計畫的唯一官方細節，就是它可能可以選擇「載人」和「無人」兩種駕駛模式和使用低可偵測性技術技術。2014年1月，美國前空軍參謀長諾頓·施瓦茨表示，五角大樓應該放棄未來F-35閃電II戰鬥機裝備核武器的計畫，並將此角色交予LRS-B。但美國國會預算辦公室（CBO）已確定將會在未來十年升級F-35的核部署能力。
就方案的準備，美國空軍打算發布一個完整的徵求建議書（REP），並在2014年秋季開啟LRS-B計畫的兩個競爭團隊的競爭，而那兩個競爭團隊可能是诺斯洛普·格鲁门和波音–洛克希德·马丁。2015年1月，美國國防新聞週刊援引一位消息人的預測，LRS-B可能只有B-2的一半大小，並搭載兩個F135渦輪扇發動機功率等級的發動機。
2015年10月27日，诺斯洛普·格鲁门擊敗波音–洛克希德·马丁團隊獲得遠程打擊轟炸機（LRS-B）的合約，新型轟炸機將擁有比B-2更小的機身，但保持前者的布局，預計於2026年後形成初始戰鬥力。

### B-21隱形戰略轟炸機
美国空军部长弗蘭克·肯德爾三世2021年9月20日出席空军协会(Air Force Association)举办的2021航空、太空与网路年度会议(Air, Space&Cyber Conference 2021)时公开表示，有5架B-21新型远程攻击轰炸机正在加州棕榈谷的空军42号工厂进行最后组装工作。这比先前透露的2架多了3架。
美国国会研究处(Congressional Research Service)9月22日向国会提交了一份《空军B-21突袭者远程轰炸机》报告(Air Force B-21 Raider Long-Range Strike Bomber)，证实了上述说法，并指5架生产中的B-21可能包括至少1架用于静态测试，1架用于初始飞行测试，预计2022年中正式首飞，这款飛機的核打击能力，使國會重新審視海、地、空「三位一体」在核戰略中各自扮演的角色。
2022年5月20日，美国空军宣布B-21的新的首飞日期预计为2023年，意味着相较于之前公开预计的在2022年的年中进行首飞，推迟了至少6个月。推迟的具体原因没有被指出，同时B-21的项目进度被描述为符合预计。
2022年9月20日，美國空軍宣布B-21將於2022年12月第一個星期公開亮相。2022年12月2日，B-21在加州棕櫚谷的空軍42廠（Air Force Plant 42）首度公開亮相。

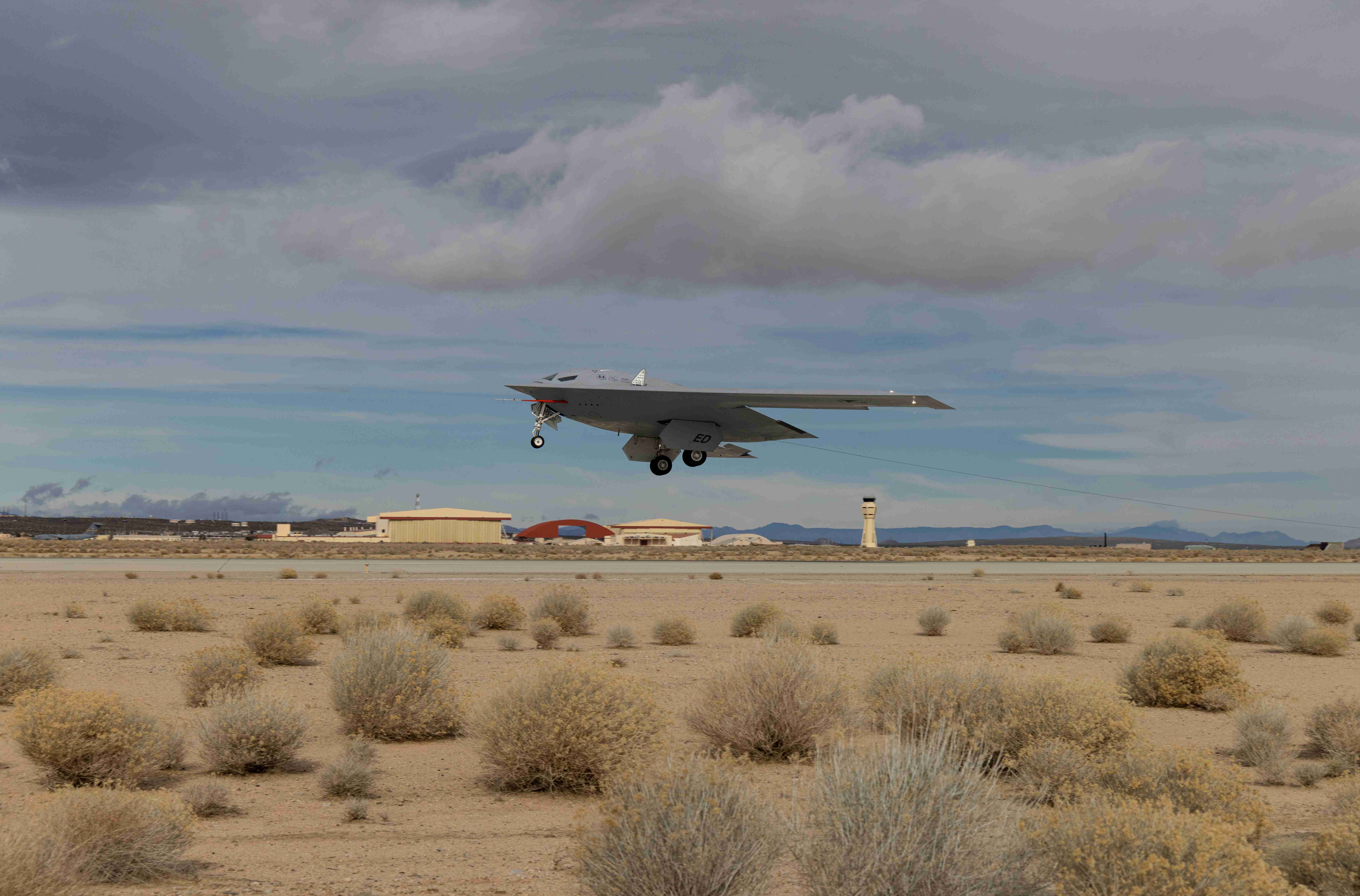
B-21在愛德華空軍基地測試飛行。

#### 有关B-21隐形战略轰炸机的划代
2016年，时任美国空军部长的Deborah Lee James称该型轰炸机为“第五代全球精确攻击平台”。2022年12月，B-21首度公開亮相之际，美國國防合約管理局與諾斯洛普·格魯曼公司稱這是「世界上首架第六代飞行器」。至2025年2月，多个美国的媒体或网站及美国以外的一些媒体和网站称其为“第六代飞行器”、“第六代战机”或“第六代轰炸机”。

## 設計特點
- 高度的低可偵測性技術能力
- 可選擇「載人」和「無人」兩種駕駛模式
- 亞音速為最大速度
- 按2010年的估算，每架造價限制在5.5億美元
- 遠程打擊能力
- 能夠適配大部分的武器型號的掛載